# G-Unit
För skivbolaget, se G-Unit Records.
G-Unit var en amerikansk hiphopgrupp från New York som existerade 2001–2022. Gruppens namn är en förkortning av ”Guerilla Unit”.

## Biografi

### Tidig karriär
Medlemmarna som bildade gruppen, 50 Cent, Lloyd Banks, Tony Yayo och Bang ’Em Smurf växte alla upp i samma kvarter och rappade och sålde droger ihop. Bang Ém Smurf blev senare kickad ur gruppen efter att han blev dömd till fängelse. När 50 Cent upptäcktes och fick skivkontrakt arbetade både Lloyd Banks och Tony Yayo hårt för att även de skulle bli erkända artister. 50 Cent fick sedermera sparken av sitt skivbolag efter att ha blivit skjuten nio gånger utanför sin mormors hus. De tyckte det var för riskabelt att behålla honom. Innan hade han spelat in albumet Power Of The Dollar som aldrig blev släppt. Efter det började han spela in mixtapes producerade av bland annat Sha Money XL och Dj Whoo Kid. Eminem lyssnade på en av 50 Cents mixtapes och bestämde sig genast för att signa honom.

### Vägen till berömmelse
Efter att ha blivit skjuten skrev 50 Cent kontrakt med Interscope Records. I och med succén med sitt debutalbum Get rich or die tryin’ fick han tillåtelse att starta ett eget skivbolag. Det var då G-Unit skapades.
Gruppen fortsatte att arbeta hårt och släppte flera mixtapes som väckte stor uppmärksamhet inom rapindustrin.
Innan gruppen fick chansen att spela in sitt debutalbum blev Tony Yayo dömd till fängelse för olaga vapeninnehav. Medan Yayo satt av sitt straff värvade gruppen rapparen Young Buck från Nashville. De fortsatte vara aktiva och jobbade med ännu fler mixtapes. Särskilt deras ’G-Unit Remix’ av 50 Cent’s låt ”P.I.M.P.” blev något av en mindre succé.
Under Yayos tid i fängelset hann G-Unit spela in sitt debutalbum Beg for Mercy. Albumet släpptes den 14 november 2003. Tony Yayo gjorde bara två framträdanden på albumet, båda på sånger som spelats in innan han arresterades.

### Före detta medlemmar
Flera artister har kommit och gått i gruppen av olika anledningar. Bang ’Em Smurf var aldrig en officiell medlem i G-Unit, men hade ett nära samarbete med dem innan de värvades till Interscope.
The Game fick en plats i gruppen efter att ha upptäckts av Dr. Dre och Jimmy Iovine. Hur som helst började det efter ett tag bli spänt mellan honom och de övriga G-Unit-medlemmarna. 50 Cent påstod att The Game inte var lojal mot gruppen eftersom han inte ville involvera sig i fejderna mellan G-Unit och andra rappare. 50 Cent kände också att han inte fick tillräckligt erkännande för sina texter till låtar på The Games debutalbum. Detta resulterade i en av de största fejderna sedan fejden mellan Nas och Jay-Z.

### Album
Gruppens debutalbum Beg for Mercy släpptes i november 2003. Det sålde i 2,3 miljoner kopior i USA och 4 miljoner kopior världen över. Den enda gästande artisten på albumet var R&B-sångaren Joe. Albumet producerades av Hi-Tek, Dr. Dre, Scott Storch och flera andra kända producenter.
G-Unit har tillkännagivit att de för närvarande jobbar på sitt andra album, T.O.S;Terminate On Sight, vilket kommer släppas i 2008.

## Satsningar

### G-Unit Clothing Company
The G-Unit Clothing Company bildades 2003, när 50 Cent samarbetade med Marc Ecko (grundaren av Eckō Unlimited) för att skapa kläder inspirerade 50 cent av Marc Ecko.

### G-Unity Foundation Inc.
G-Unit har även bildat G-Unity Foundation Inc. är en fond för ideella organisationer som fokuserar på att förbättra livskvalitén för låginkomsttagare.

## Kontroverser

### The Game
Tidigt år 2005 blossade det upp en fejd mellan The Game och G-Unit. The Game svarade på G-Units påhopp genom att sjösätta en bojkott av G-Unit, kallad G-Unot.

### Ja Rule
Innan han skrev kontrakt med Interscope Records hade 50 Cent varit i tvister med rapparen Ja Rule och hans skivbolag Murder Inc. Records. 50 Cent hävdade att fejden blossade upp 1999 efter att Ja Rule sett honom tillsammans med en man som rånat honom på juveler och smycken.

### Fat Joe
50 Cent påpekade att Fat Joe gjorde sig själv till en måltavla efter att ha inlett ett samarbete med Ja Rule.

### Övriga
- Camron
- Jim Jones
- DJ Khaled
- P. Diddy

## Diskografi
| Studioalbum - 2003: Beg for Mercy - 2008: T.O.S: Terminate on Sight | Övriga album - 2003–2007: G-Unit Radio Part 1-25 - 2006: LA American Wasteland (G-Unit Radio West Volume 1) |

| Singlar - Beg for Mercy 2003: 1. "Stunt 101" 2. "Poppin' Them Thangs" 3. "My Buddy" 4. "I Wanna Get to Know You" 5. "Smile" - T.O.S: Terminate on Sight 2008: 1. "I Like the Way She Do It" 2. "Rider Pt. 2" | Övriga singlar - "Get Rich or Die Tryin'" (Get Rich or Die Tryin' Soundtrack 2005) |

## Utmärkelser
Vibe Awards
- 2004 – Bästa grupp – G-Unit

AVN Awards
- 2005 – Bästa interaktiva DVD – Groupie Love
- 2005 – Bästa musik – Groupie Love av Lloyd Banks